# Bolagsskatt
Bolagsskatt är en skatt på ett företags vinst eller kapital. En del länder förelägger skatten på nationell nivå, medan andra låter den föreläggas på lokal nivå. Ett lands bolagsskatt kan tillämpas på:
- företag inkorporerade i landet,
- företag som gör affärer i landet med inkomst från det landet,
- utländska företag som har en permanent etablering i landet, eller
- företag som anses vara skattskyldiga i landet.

## Sverige
Bolagsskatten betalas i Sverige av aktiebolag på den vinst bolaget gör. Skatten är 20,6 % sedan 2021. Dessförinnan var procentsatsen 21,4 % för räkenskapsår från och med den 1 januari 2019. vilket var en sänkning från tidigare 22 %. 
Tidigare var skattesatsen betydligt högre. På 1980-talet låg bolagsskatten i Sverige på 52 %. Det fanns dessutom en särskild vinstdelningsskatt för de största och mest lönsamma företagen som skulle användas till att finansiera löntagarfonderna. Det gjorde att den sammanlagda vinstbeskattningen för storföretag kunde uppgå till 57 %. I praktiken var dock skatteuttaget betydligt lägre eftersom de höga skattesatserna kombinerades med generösa avdragsregler för investeringar och även för lagerhållning. I samband med skatteomläggningen 1990, den så kallade århundradets skattereform, sänktes bolagsskatten kraftigt, från 52 % till 30 %, samtidigt som vinstdelningsskatten togs bort. I gengäld begränsades avdragsmöjligheterna. Därefter har skatten sänkts ytterligare i flera steg under 1990-, 2000- och 2010-talet. Tendensen mot allt lägre bolagskatt finns i de flesta OECD-länder, inte minst bland EU-länderna. En bidragande orsak är ökad skattekonkurrens mellan länder.
Bolagsskatten var ursprungligen baserad på bolagets värde, då en inkomstbaserad skatt infördes 1919 kom den tillgångsbaserade skatten att kallas B-skatt medan en progressiv inkomstbaserad bolagsskatt kallades A-skatt, med en skattesats på mellan 1,2 och 12 %. B-skatten avskaffades 1926. 1938 infördes en proportionell beskattning.

## USA
I USA betalar företag högst 35 % i federal bolagsskatt, beroende på företagets skattepliktiga inkomst. För inkomster mellan 0 och 50 000 dollar är skattesatsen 15 %, d.v.s. den lägsta federala skattesatsen. Utöver det tillkommer den statliga bolagsskatten som är mellan 4 % i North Carolina, och 12 % i Iowa. Det som beskattas är företagets bruttointäkter utan avdrag. Företagets bruttointäkter och dess avdrag bestäms i stort sett på samma sätt som för individer. En del avdrag är begränsade till företag. Till dessa hör avdrag för aktieutdelning och amortering av organisationskostnader. I december 2017 introducerade USA:s president Donald Trump en skattesänkning för amerikanska bolag, som sänker bolagsskatten från 35 % till 21 %.